# Тонино (Костромская область)
Тонино — упразднённая в 1997 году деревня в Антроповском районе Костромской области России. На момент упразднения входила в состав Антроповского сельсовета, ныне урочище на территории Антроповского сельского поселения.

## География
Урочище находится в центральной части Костромской области, в подзоне южной тайги.
Абсолютная высота — 163 метра над уровнем моря.

### Климат
Климат характеризуется как умеренно континентальный, с продолжительной холодной многоснежной зимой и коротким сравнительно тёплым летом. Среднегодовая температура воздуха — 2,5 °C. Средняя температура воздуха самого холодного месяца (января) — −12,6 °C; самого тёплого месяца (июля) — 18,2 °C. Годовое количество атмосферных осадков — 500—550 мм, из которых большая часть выпадает в тёплый период.

## История
До 1928 года входила в состав Галичского уезда Костромской губернии
Исключена из учётных данных в июне 1997 года как фактически несуществующая. 

## Известные уроженцы, жители
- Санков, Евгений Александрович (1893—1980) — учёный в области в области первичной переработки и оценки свойств лубяных волокон, доктор технических наук (1964), профессор Ленинградского текстильного института имени С. М. Кирова (1965).

## Инфраструктура
Было личное подсобное хозяйство.

## Транспорт
Просёлочные дороги.